# IpaH9.8

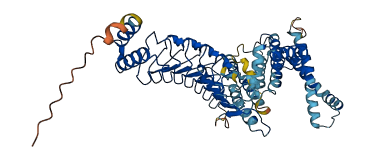
Estructura de la IpaH9.8

Els enzims IpaH9.8 són unes ligases E3 bacterianes que es troben als bacteris de la família Shigella, un agent causant de malalties gastrointestinals en éssers humans. Aquesta proteïna, com a part de la família IpaH, exerceix un paper molt important en la interacció entre el bacteri Shigella i les cèl·lules hostes, així com en la manipulació de les vies de senyalització cel·lular.
Aquesta proteïna, descoberta arran de la investigació envers la patogènesi dels bacteris de la família Shigella i la seva funcionalitat, pertany a la família proteica IpaH, proteïnes característiques secretades per aquesta família de bacteris en el desenvolupament dels processos infecciosos. Per dur a terme aquests processos, IpaH9.8 desenvolupa un paper molt important envers la manipulació de cèl·lules hostes per afavorir la proliferació del bacteri i l'avenç de la infecció.

## Estructura
Des del punt de vista estructural, IpaH9.8 consta de dominis característics, entre ells el domini E3 ubiquitina-ligasa, encarregat d'interferir amb els processos de senyalització cel·lular de l'hoste.
L'estructura de la IpaH9.8 consta de 545 aminoàcids que conformen la proteïna. Tot i que s'ha trobat aquesta proteïna amb moltes mutacions, l'estructura amb més recerca és la representada a la imatge.
Aquesta proteïna té 18 hèlixs alfa distribuïdes al llarg de la seva estructura, combinades amb 9 làmines beta i 2 girs, ubicats exclusivament entre hèlix alfa.

## Manipulació de la Resposta Immunitària
La piroptosi és una forma inflamatòria de mort cel·lular induïda en reconèixer microbis invasors. Durant una infecció, la piroptosi augmenta el nombre d'interferons gamma a les cèl·lules exposades als microbis mitjançant les accions de membres de la família de la proteïna d'unió a guanilat (GBP). Les GBP, en augmentar les seves interaccions amb el lipopolisacàrid (LPS) (un component de l'embolcall exterior dels bacteris gramnegatius) promouen l'activació de la caspasa-4 (CASP4). Un cop activada, CASP4 promou la formació d'inflamasomes, plataformes de senyalització que fan la piroptosi.
Per poder provocar una infecció, els patògens bacterians intracel·lulars, com les espècies de Shigella, inhibeixen la piroptosi. La patogènesi de Shigella depèn del seu sistema de secreció tipus III, que injecta aproximadament 30 proteïnes efectores a les cèl·lules hoste. En ingressar a les cèl·lules hoste, Shigella és encapsulada per GBP1, seguida de GBP2, GBP3, GBP4 i, en alguns casos, CASP4. A continuació, Shigella conté dues proteïnes que inhibeixen la piroptosi mediada per CASP4: IpaH9.8 i OspC3. Ambdues cooperen per portar a terme la seva funció. En absència d'OspC3 (un inhibidor de CASP4) IpaH9.8 inhibeix la piroptosi ubiquitinant un subconjunt de GBP i condueix a la seva degradació proteasomal.

## Interacció entre IpaH9.8 i GBP
Els enzims IpaH9.8 executen les seves funcions en la família GBP, on hi ha fins a set proteïnes diferents (GBP1-GBP7). Ara bé, en la interacció que dona lloc entre ambdues proteïnes durant la ubiqüitinació és la GBP1 la que té un paper més important en estar unida des del seu domini GTPasa a l'extrem carboxílic terminal de l'IpaH9.8, un domini ric en leucina (LRR). A més, l'extrem carboxílic de GBP1 pateix una gran rotació essencial per regular la conformació de GBP1.

## Mecanisme d'acció
Aquesta proteïna es dirigeix a les proteïnes de l'hoste per ubiquitinar-les. Aquesta ubiquitinació provocarà la inhibició de la resposta inflamatòria de l'hoste. S'han relacionat els senyals rics en leucina d'aquests enzims amb el reconeixement de substrats i el domini de la ligasa E3.

## Funcions

### Invasió cel·lular
La primera funció de la IpaH9.8 és facilitar la invasió de bacteris de la família Shigel·la a les cèl·lules del tracte gastrointestinal. Com que aquesta família és altament especialitzada en la infecció de les cèl·lules epitelials de l'intestí, IpaH9.8 actuarà conjuntament amb altres proteïnes per facilitar l'entrada del bacteri. Així doncs, aquesta funció és essencial per donar pas a la infecció.

### Ubiqüitinització de proteïnes
La proteïna IpaH9.8 actua com una proteïna E3 ubiquitina-ligasa, això li permet catalitzar la unió de la ubiquitina a proteïnes diana. Aquest procés marca les proteïnes perquè siguin dirigides a vies específiques (típicament de degradació) com ara la redirecció cap al proteosoma o a un compartiment alternatiu. A més, també pot modificar la interacció habitual de la proteïna diana amb el seu entorn i substrats.
En el context de la infecció per Shigella, la IpaH9.8 usa aquest mecanisme per manipular les proteïnes hostes i afavorir la seva supervivència a escala intracel·lular i seguir proliferant fins a arribar a nivells patològics on causa malalties gastrointestinals.

### Supervivència i replicació
Que la infecció progressi depèn dels mecanismes reproductius del mateix bacteri. Un cop colonitzada la cèl·lula hoste, IpaH9.8 segueix contribuint inhibint diverses proteïnes de la cèl·lula, per tal d'afavorir els seus propis mecanismes de replicació i propagació.

## Rellevància mèdica
Les proteïnes IpaH9.8, tot i aparèixer en la medicina com agents perjudicials per a l'organisme humà, han donat peu a una via d'investigació favorable no només en éssers humans, sinó també en la resta de mamífers. Aquesta consisteix en l'edició de proteomes d'ampli espectre amb la manipulació de la via ubiquitina-proteasoma.
Aquesta edició, essencial per aconseguir un silenciament dirigit de proteïnes cel·lulars, ha sorgit com una estratègia segura per remodelar els proteomes de tots els mamífers. Un d'aquests enfocaments implica l'enginyeria de proteïnes bifuncionals anomenades cossos d'ubiquitina, que consisteixen en proteïnes d'unió sintètiques fusionades amb les ligases d'ubiquitina E3, que permeten la ubiquitinació posttraduccional i la degradació de les proteïnes diana independentment de la seva funció. S'han dissenyat cossos d'ubiquitina (amb la ubiquitina ligasa E3 de patògens bacterians com a referència) que són capaços d'interaccionar de manera eficient amb la maquinària de degradació proteòmica dels mamífers per eliminar selectivament l'interès de les proteïnes. Ara bé, són els cossos d'ubiquitina basats en IpaH9.8 els que permeten fer aquesta edició, essent una tecnologia d'edició de proteoma amb un gran potencial de modular farmacològicament les proteïnes que causen malalties.